# William McCool
William Cameron McCool (San Diego, 23 september 1961 – boven de staat Texas, 1 februari 2003) was een Amerikaans ruimtevaarder, overleden met de ramp van het ruimteveer Columbia, zijn eerste vlucht in een spaceshuttle.
McCool was de piloot van de verongelukte spaceshuttle. Hij werd professioneel astronaut in 1996. Na twee jaar training kwam hij bij het corps van Shuttle-piloten.
McCool werd 41 jaar en was getrouwd.
Planetoïde 51829 Williemccool werd naar hem vernoemd.